# Равенска
Равенска (рум. Ravensca) — село у повіті Караш-Северін в Румунії. Входить до складу комуни Шопоту-Ноу.
Село розташоване на відстані 333 км на захід від Бухареста, 58 км на південь від Решиці, 122 км на південний схід від Тімішоари.

## Населення
За даними перепису населення 2002 року у селі проживали 165 осіб.
Національний склад населення села:
| Національність | Кількість осіб | Відсоток |
| -------------- | -------------- | -------- |
| чехи           | 159            | 96,4%    |
| румуни         | 6              | 3,6%     |

Рідною мовою назвали:
| Мова      | Кількість осіб | Відсоток |
| --------- | -------------- | -------- |
| чеська    | 159            | 96,4%    |
| румунська | 6              | 3,6%     |